# Болије сир Лајон
Болије сир Лајон (фр. Beaulieu-sur-Layon) насеље је и општина у западној Француској у региону Лоара, у департману Мен и Лоара која припада префектури Анже.
По подацима из 2011. године у општини је живело 1426 становника, а густина насељености је износила 111,58 становника/km². Општина се простире на површини од 12,78 km². Налази се на средњој надморској висини од 97 метара (максималној 104 m, а минималној 17 m).

## Демографија
| 1962. | 1968. | 1975. | 1982. | 1990. | 1999. | 2011. |
| ----- | ----- | ----- | ----- | ----- | ----- | ----- |
| 1.025 | 948   | 944   | 995   | 981   | 1.069 | 1.426 |

График промене броја становника у току последњих година